# 스위치 (2023년 영화)
《스위치》는 2023년 1월 4일에 개봉된 대한민국의 영화이다.

## 시놉시스
캐스팅 0순위 천만배우이자 자타공인 최고의 스캔들 메이커 ‘박강’. 화려한 싱글 라이프를 만끽하고 있지만, 정작 크리스마스이브에 끌어안을 것이라고는 연말 시상식 트로피뿐. 유일한 친구이자 뒤처리 전문 매니저 ‘조윤’을 붙잡아 거하게 한잔하고 택시를 잡아탄다. 다음날 아침, 낯선 집에서 깨어난 ‘박강’에게 생전 처음 보는 꼬맹이 둘이 안겨오고, 성공을 위해 이별했던 첫사랑 ‘수현’이 잔소리를 폭격하며 등짝 스매싱을 날리는 것이 아닌가? 게다가 매니저 ‘조윤’이 천만배우가 되어 그가 있어야 할 톱스타의 자리를 꿰차고 있는데… 이게 무슨 황당한 시추에이션?! 180도 뒤집어진 인생에 속이 뒤집어지는 ‘박강’은 불현듯, 지난밤 택시 기사가 무심코 건넨 한마디가 떠오르는데… “만약에 선택을 바꿀 기회가 생긴다면, 어떻게 하시겠어요?”

## 캐스팅
- 권상우 : 박강 역
- 이민정 : 공수현 역
- 오정세 : 조윤 역
- 박소이 : 박로희 역
- 김준 : 박로하 역
- 김미경 : 남순 역
- 차희 : 우희 역
- 김승훈 : 정신과 의사 역
- 이서환 : 오 감독 역
- 차시원 : 조감독 역
- 정형석 : 서프라이즈 PD 역
- 이현진 : 동네 아줌마 1 역
- 이가경 : 동네 아줌마 2 역
- 이세인 : 동네 아줌마 3 역
- 황병국 : 구 감독 역
- 성병숙 : 껍데기집 주인 역
- 이하은 : 아파트 여자 역
- 장원혁 : 경비 1 역
- 정찬우 : 경비 2 역
- 윤대열 : 경찰 1 역
- 김대영 : 경찰 2 역
- 천건예 : 엔터테인먼트 직원 역
- 문정대 : 택시 회사 직원 역
- 손복주 : 키즈카페 점원 역
- 이자경 : 박강 팬 1 역
- 이서정 : 박강 팬 2 역
- 전윤민 : 강유정 역
- 고기영 : 박강 로드매니저 역
- 김용우 : 조윤 매니저 역
- 황사무엘 : 조윤 로드매니저 역
- 윤효종 : 사극드라마 대신 1 역
- 김문찬 : 사극드라마 대신 2 역
- 손석배 : 서프라이즈 최 대감 역
- 노경섭 : 서프라이즈 곤장사내 역
- 이주한 : 구 감독 영화 관계자 1 역
- 백경선 : 구 감독 영화 관계자 2 역
- 김희정 : 응급실 직원 역
- 이윤규 : 조윤 팬 역
- 송연 : 일식집 종업원 역
- 김형민 : 레스토랑 직원 역
- 서강솔 : 쌍둥이(로희) 역
- 서해솔 : 쌍둥이(로하) 역
- 김현진 : 소극장 관객들 역
- 허유나 : 소극장 관객들 역
- 이희원 : 소극장 관객들 역
- 김지운 : 소극장 관객들 역
- 서탄 : 소극장 관객들 역
- 박민 : 소극장 관객들 역
- 안병우 : 소극장 관객들 역
- 전지온 : 소극장 관객들 역
- 이현지 : 사극 분장팀 역
- 김진우 : 동백 대역 역
- 황승언 : 화영 역 (우정출연)
- 유재명 : 동백 역 (우정출연)
- 송영재 : 택시 기사 역 (우정출연)
- 이지훈 : 아파트 남자 역 (특별출연)
- 김하영 : 김하영 역 (특별출연)